# 戲偶

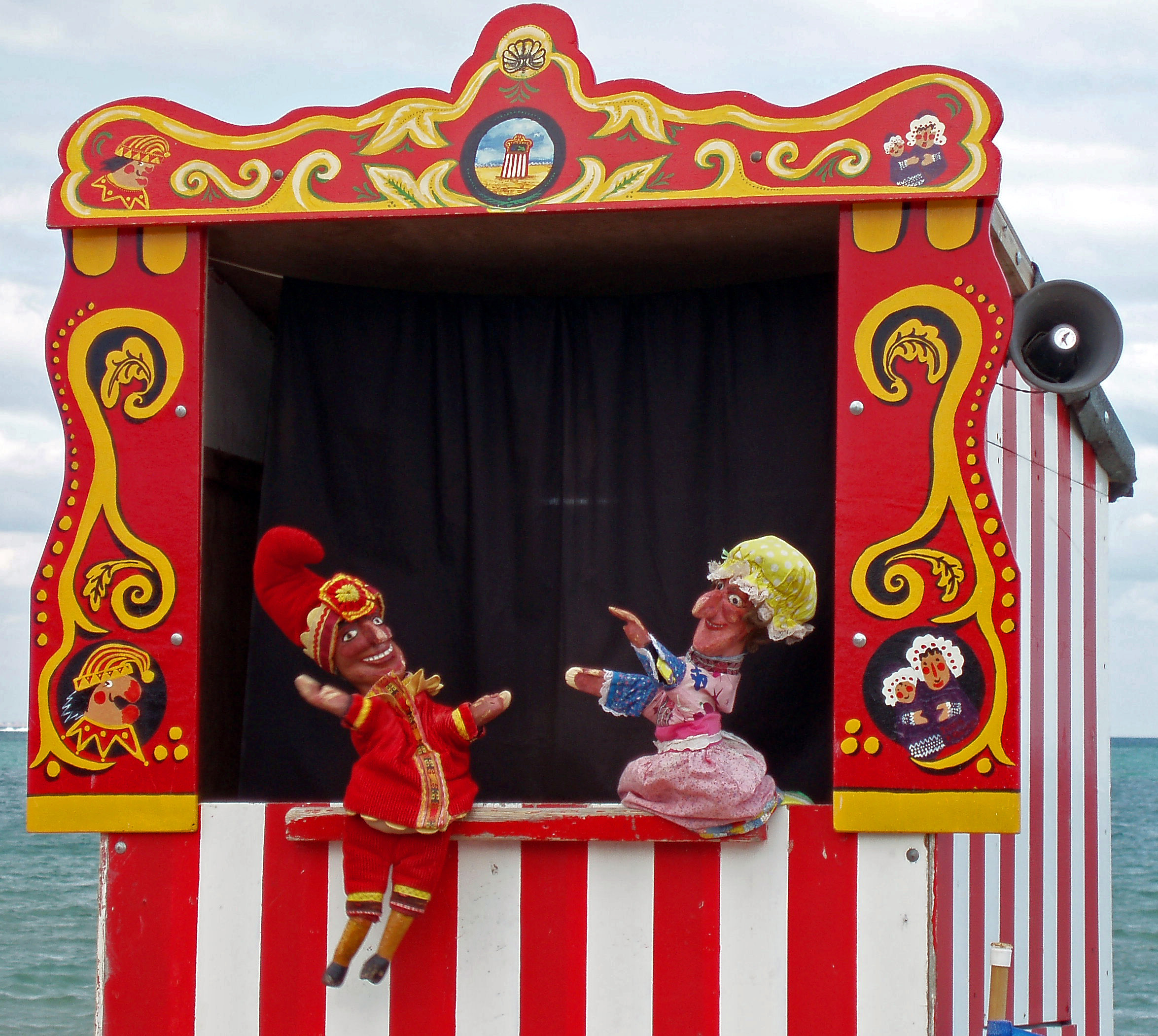
传统手工人偶

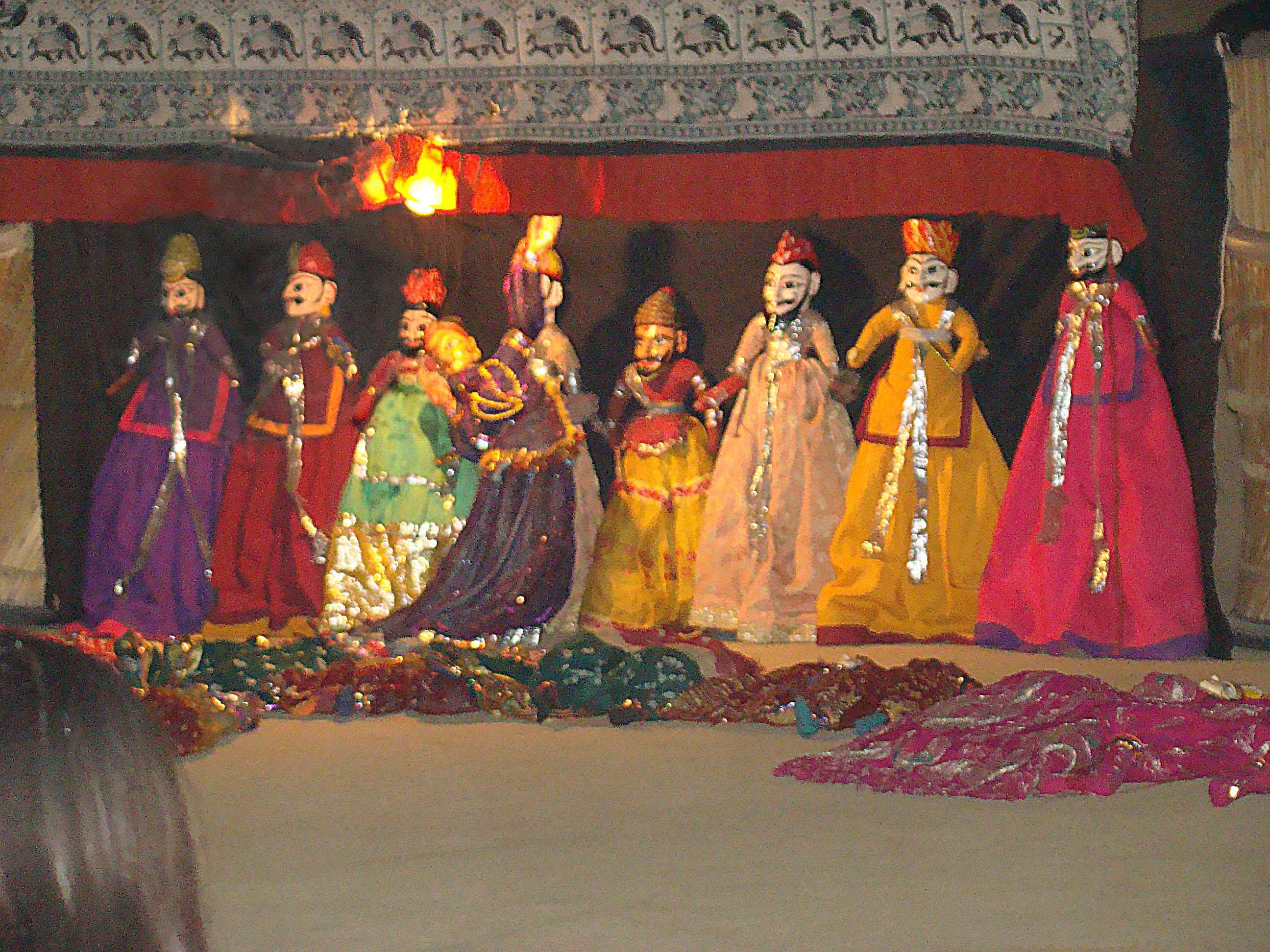
印度拉贾斯坦邦曼达瓦的一场人偶表演

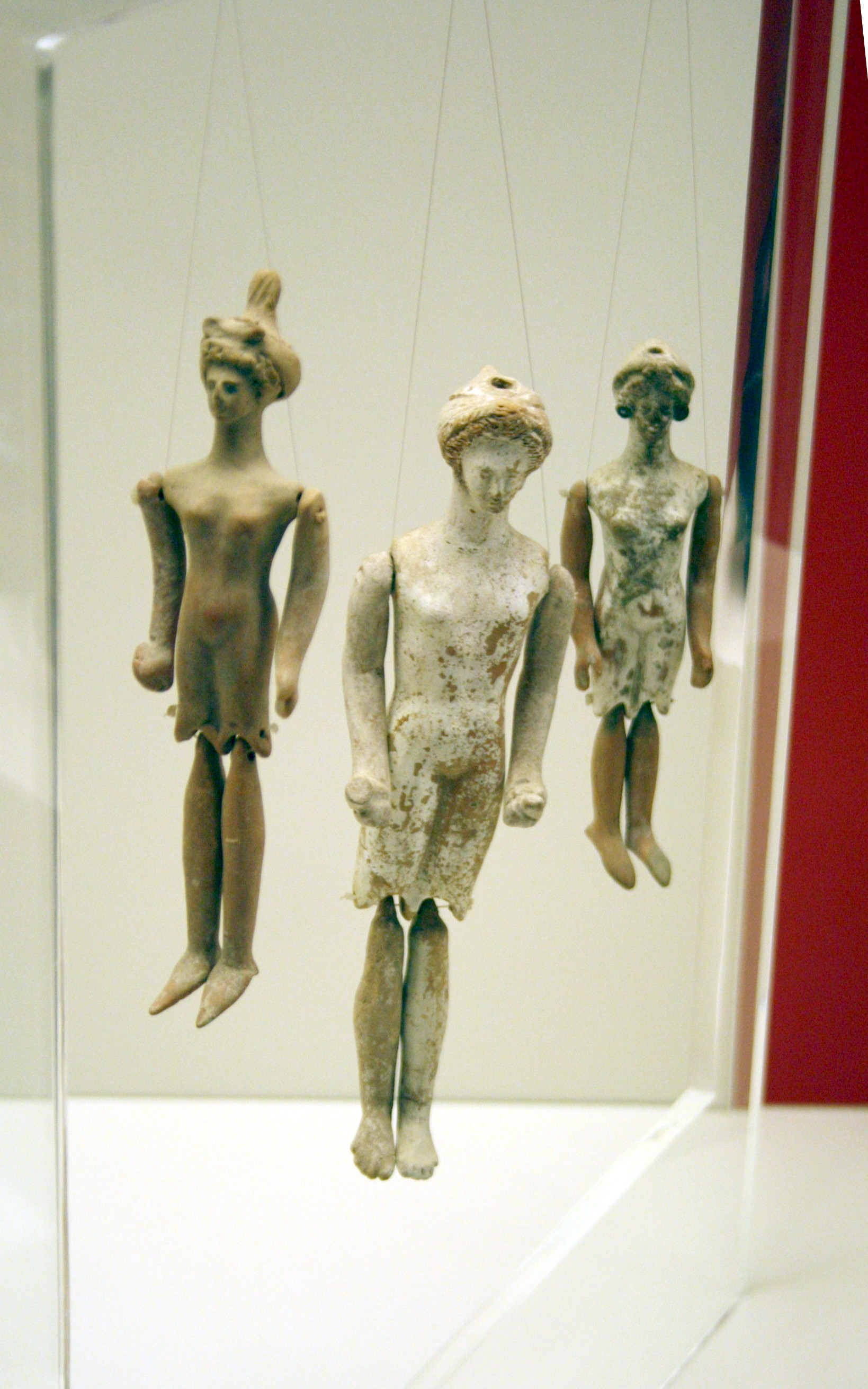
古希腊红陶人偶，制于公元前五世纪、四世纪之间，现藏于雅典國家考古博物館

戲偶（英語：puppet），有时也称傀儡，是人形的玩偶，由傀儡师在舞台背后或上空进行操作。傀儡师可用手、胳膊，或者绳、棍等控制设备来移动身体、头部、四肢甚至人偶的眼睛、嘴巴等。此外，傀儡师也会负责念出人偶的对白，并控制嘴部的移动来对上说的台词。人偶常常会被用来表演一段故事，其中，木偶戏便是一门十分古老的戏剧艺术，最早可追溯至公元前5世纪的古希腊。人偶多种多样，按照其功能可由许多不同种类的材料制成。